# 肯帕德
肯帕德（羅馬化：Khambhāt，發音：[kʰəmbʱɑt] ⓘ），旧作，是印度西部古吉拉特邦阿嫩德县的一个城镇，曾经是古代西印度的贸易中心。位于肯帕德湾的极北端。公元915年，著名的阿拉伯旅行家马苏第说该市是“一个非常成功的港口”。1293年，马可波罗提到该市是一个繁忙的港口，并且说它有一个自己的国王。此后，意大利人马里诺·萨努多、尼科洛·达·康提，葡萄牙人杜阿尔特•巴尔博萨等等都来过这座城市，并且描述了它。《明史》卷326作奇剌泥，泥又作尼：“剌泥而外，有数国，……，曰奇剌泥……，永乐中遣使朝贡”。

## 人口
该地2001年总人口80439人，其中男性41447人，女性38992人；0—6岁人口8390人，其中男4340人，女4050人；识字率72.63%，其中男性为78.30%，女性为66.61%。

## 康貝琥珀
康貝琥珀，亦作康貝蟲珀，是一大批在這裡的頁岩礦內的煤層內發現的琥珀化石，而在這些化石中被包裹了百多種蜜蜂、蒼蠅、白蟻、蚊等史前昆蟲及蜘蛛等節肢動物的化石，而這些發現都發表到《國家科學院院刊》（《Proceedings of the National Academy of Sciences》）上。這些化石一方面為亞洲熱帶闊葉雨林提供了最原始的證據，琥珀裡的節肢動物化石的生物信息顯示印度板塊和大陸之間曾有過生物聯繫，我們可以透過研究這些昆蟲化石與今日物種的差異，從而推算出印度板块從索馬里板塊分裂出去的時間。

## 延伸阅读
[在维基数据编辑]
 《明史卷三百二十六》，出自《明史》